# Янчин, Иван Васильевич
Иван Васильевич Янчин (1839—1889) — русский педагог; автор ряда учебников.

## Биография
Родился в 1839 году. Высшее образование получил на физико-математическом факультете Московского университета, окончив который в 1863 году со степенью кандидата, поступил воспитателем в семью князей Львовых, в Тульской губернии. Здесь он обнаружил блестящие педагогические способности и глубоко-серьезное отношение к делу. 
Затем служил некоторое время в Тульской гимназии, а когда в 1868 году в Москве основывалась частная мужская гимназия Льва Ивановича Поливанова, Янчин явился одним из ее учредителей, пробыв в ней до самой смерти преподавателем географии и воспитателем. Как один из лучших знатоков географии, Янчин горячо любил свою специальность и до конца жизни не переставал расширять в ней свои познания. В преподавании географии он создал свой особый наглядный метод, благодаря которому его ученик прекрасно знал его предмет, тратя на него времени не больше, чем на другие. 
Кроме службы в Поливановской гимназии, Янчин в течение пятнадцати лет, до 1888 года, преподавал географию в женской гимназии Софьи Александровны Арсеньевой (в 1873 году он явился одним из учредителей этой гимназии). 

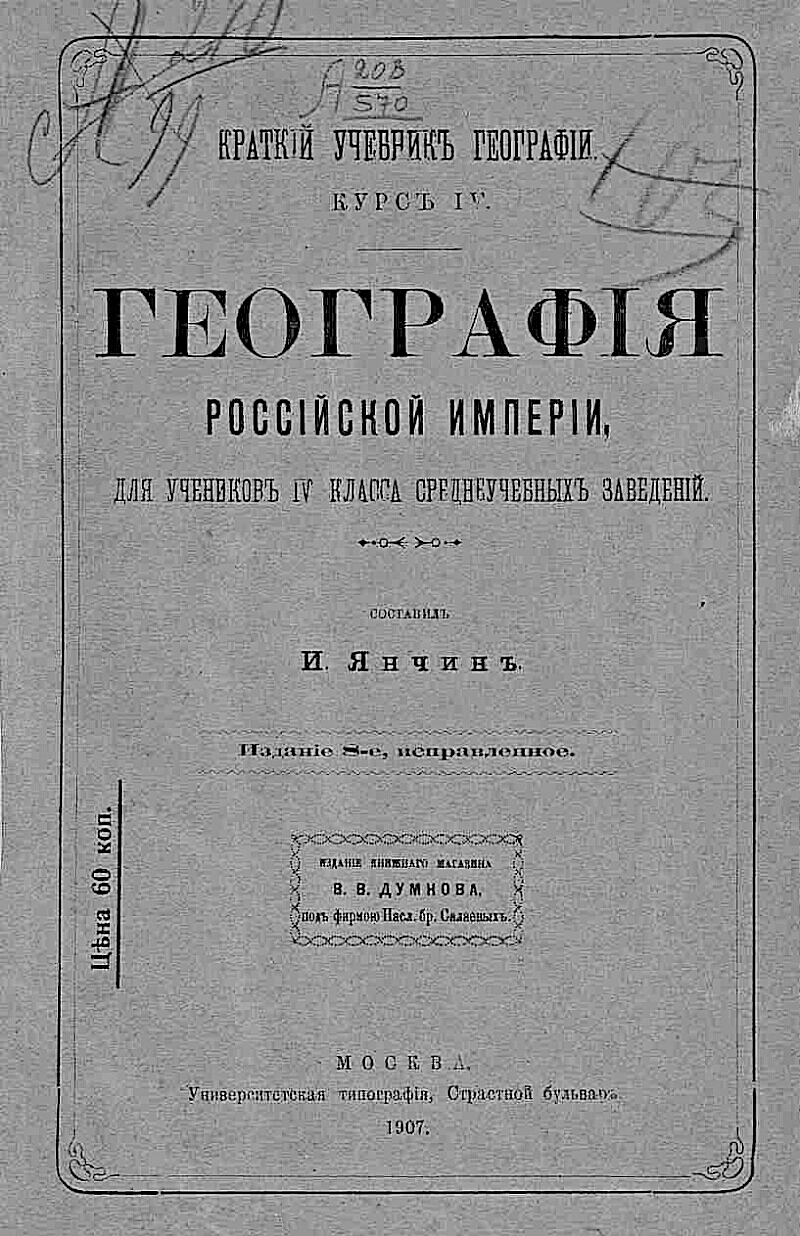
Один из учебников И. Янчина

Заботы об обеспечении семьи и недостаток средств, которые он получал в частных учебных заведениях, побудили Янчина еще преподавать естествоведение в Московском правительственном реальном училище, в основании которого он также принимал участие при первом директоре этого учебного заведения, действительном статском советнике Николай Иванович де Витте. 
В 1888 году Ивану Васильевичу Янчину была поручена организация отделения географии и космографии учебного отдела юбилейной выставки Московского общества поощрения трудолюбия (в зале Исторического музея; см. Дом трудолюбия), причём Янчиным были организованы две библиотеки (учительская и ученическая) и искусно составлен географический кабинет, в котором были собраны многие необходимые и полезные при преподавании географии наглядные пособия. 
И. В. Янчину принадлежат четыре курса «Краткого учебника географии», имевшего хорошую репутацию и вышедшего в значительном количестве изданий (1 и 2 курсы вышли в одиннадцати изданиях), а также две дидактические статьи, трактующие о принципах, которым он следовал в своем преподавании географии: 1) «Построение учебных курсов географии и его научные и педагогические основания» («Учебно-воспитательная библиотека» 1876 год) и 2) «К вопросу о географическом чтении и географической хрестоматии» («Учебно-воспитательная библиотека», 1878 год). 
По словам одного из авторов авторов Русского биографического словаря Евгения Ястребцова в своей деятельности Иван Васильевич Янчин всегда проявлял сердечную преданность учебно-воспитательным заботам и пользовался общей привязанностью и уважением. 
Умер в 1889 году от крупозного воспаления в лёгких. 
«И. В. Янчин, — говорил в надгробной речи один из его товарищей, — был настоящий русский человек; он в высшей степени обладал, если можно так выразиться, чувством родины… Это был педагог по призванию — и совершенно невозможно представить себе Ивана Васильевича в какой-нибудь другой деятельности… Живую душу он ставил выше всего, а в педагогии он видел только средство усовершенствовать эту живую душу, сделать ее разумнее, лучше… Он был человек долга и правды…»